# Дмитренко Юрій Михайлович
Юрій Михайлович Дмитренко (псевдоніми: Максим Думич, Георгій Тимошенко, Дмитренко-Думич; нар. 4 травня 1951, с. Глодоси, Хмелівський (нині Новоукраїнський) район, Кіровоградська область) в козацькій сім'ї вихідців з Полтавщини, — український письменник, журналіст. Працює в різноманітних жанрах: документальні та біографічні нариси, пригодницькі та детективні твори, книги для дітей, поезія. Член Національної спілки письменників України (з 1994).

## Життєпис
Закінчив Хмелівську середню школу.
1973 рік — закінчив Кіровоградський інститут сільгоспмашинобудування. Недовгий час працював інженером-конструктором.
З 1975 року — на журналістській роботі, закінчив відділення журналістики Вищої партійної школи при ЦК КПУ (1985).
Був військовим журналістом.
Працював у районних та обласних газетах Кіровоградщини та Полтавщини. У Полтаві — з 1980 року.
Працював заступником редактора газети «Ленінським шляхом», завідувачем відділу у «Комсомольці Полтавщини».
У 1990 році організував і очолив інформаційно-видавниче агентство правоохоронних органів та судів Полтавської області «Астрея», водночас редагував обласні газети «Пригоди, події, факти» та «Цілком відверто», а також літературні видання — «Літературну Полтавщину», «Полтавочку», журнали «Астрея», «Добромисл», «Лтавський детектив», «Журавлик».
Організатор і голова Полтавської спілки літераторів (1991), нині — Почесний голова.
З жовтня 1992 року перебував на державній службі — був начальником управління у справах преси та інформації Полтавської обласної держадміністрації.
З 2003 — інвалід другої групи. Мешкає в селі Велике Болото Новосанжарського району на Полтавщині.
Твори друкуються з 1975-го, видаються — з 1984 року. У доробку письменника — понад 50 різножанрових книг: публіцистичні нариси, історичні та історико-документальні романи та повісті, гостросюжетна пригодницька, фантастична та детективна проза, поезія і навіть книги про любительське рибальство.
Основною темою творчості стала історія українських національно-визвольних змагань 1917—1921 років, над якою автор працював майже тридцять років; результатом цього письменницького подвижництва став цикл історичних романів «Український вузол», який об'єднав 26 книг.
Найвагоміші з них — романи-хроніки:
- «Загибель імперії»,
- «Нашестя»,
- «Гетьманська держава»,
- «Війна з Росією»,
- «Отаманщина»,
- «Повстанські вихори»,
- «Вогонь Холодного яру»,
- «Махновці»,
- «Повстанці» — побачили світ у полтавських видавництвах у 1999—2003 роках.

Чекають на видавця ще два романи з цього циклу («Окупація» та «Останні гайдамаки»). «Український вузол» Ю. Дмитренка двічі висувався на здобуття Державної премії імені Т. Г. Шевченка.
Досліджував період національно-визвольних змагань 1917—1921 років та його історичні постаті, присвятив їм низку документальних та біографічних нарисів, які побачили світ у полтавських видавництвах:
- «…Я, батько Махно» (1991),
- «…Я, комбриг батько Махно» (1992),
- «Нестор Махно» (1998),
- «…Я, голова Гуляйпільського совєта, Нестор Махно» (1999),
- «Микола Міхновський. Володимир Винниченко. Симон Петлюра»,
- «Ніколай Лєнін (Владімір Ульянов)» (1998)).

А також цикл невиданих документальних романів:
- «Білі»,
- «Есери»,
- «Красні»,
- «Отаман Григор'єв»,
- «Махновія» та ін.

Майстер пригодницького і детективного жанру, в якому він створив десятки романів та повістей:
- «Скарби мовчать» (Київ, 1985),
- «Розшук» (Київ, 1988),
- «Гонорар за злочин» (Полтава, 1990),
- «Смерть аноніма»,
- «Замах на слідчого»,
- «Рекет» (Полтава, 1991),
- «Слідами Чорної відьми» (Полтава, 1992),
- «Ніхто нічого не бачив» (Полтава, 1993),
- «Розшук злочинця припинити» (Полтава, 1994),
- «Убивця вбивць»,
- «Слідчий Карий проти лтавської мафії» (Полтава, 1995),
- «Кримінальне лото» (Полтава, 1996),
- «У павутинні ЧК» (Кобеляки, 2002) та ін.

Чимало прозових книг написав для дітей, зокрема в полтавських видавництвах побачили світ:
- «Абсолютно секретный агент» (1991),
- «Версія для комісара поліції»,
- «Тайник у підземеллі» (1992),
- «Помилка секретного агента» (1998) та ін.

У творчому доробку автора також кілька поетичних книг:
- «Смолкнувшие струны»,
- «Усе мина» (Лубни, 1999),
- «П'ятдесят» (Лубни, 2001),
- «Догорає свіча»,
- «Украдена ніч» (Лубни, 2002),
- «Крик змія» (Кременчук, 2003).

Кілька книг, які побачили світ у полтавських видавництвах, було адресовано рибалкам-любителям:
- «Яку, де, коли чим і як ловити рибу?» (1992),
- «Порадник рибалки» (1992),
- «Зимова риболовля»,
- «Все про поплавцеву вудку»,
- «Рибалці про риб України» (1994).

## Премії
лауреат літературних премій імені Панаса Мирного, лауреат премії імені Володимира Малика
лауреат літературної премії імені Юрія Яновського, переможець багатьох всесоюзних, всеукраїнських та обласних конкурсів на найкращий літературний твір про міліцію.
З травня 2010 року за станом здоров'я відійшов від громадських справ, залишив усі свої посади і зосередився на роботі в Полтавській академії козацтва.